# Собор Василія Блаженного
55°45′08.88″ пн. ш. 37°37′23″ сх. д. / 55.7524667° пн. ш. 37.62306° сх. д.
Храм Покрови Богородиці на Ро́ві (рос. Храм Покрова Богородицы на Рву), відоміший як Собор Василія Блаженного (рос. Собор Василия Блаженного) — православний собор у Москві, побудований в XVI столітті. Є візитною карткою міста, одним з найвпізнаваніших місць.

## Історія
Раніше на цьому місці стояла кам'яна церква Трійці з невеликим кладовищем, де був похований шанований в Москві юродивий Василій Блаженний.
2 жовтня 1552 московські війська взяли Казань — столицю Казанського ханства, в ознаменування чого цар Іван Васильович IV (Грозний) повелів побудувати на Красній площі сім дерев'яних храмів. На їхньому місці в 1555—1561 і був споруджений кам'яний дев'ятипрестольний храм в ім'я Покрови.
Існує кілька версій про творців собору. За однією з версій, архітектором був відомий псковський майстер Постник Яковлєв на прізвисько Барма. За іншою, широко відомою версії Барма і Постник — два різних архітектори, обидва брали участь в будівництві, ця версія нині застаріла. За третьою версією, собор був побудований невідомим західноєвропейським майстром (імовірно італійцем, як і раніше — значна частина споруд Московського Кремля), звідси і такий неповторний стиль, що поєднує в собі традиції як російської архітектури, так і європейської архітектури епохи Відродження, але ця версія так і не знайшла ніякого підтвердження. Згідно з легендою, архітектора (чи архітекторів) собору було осліплено за наказом Івана Грозного, щоб вони не змогли більше побудувати подібного храму. Проте, якщо автором собору є Постник, то його не могли осліпити, оскільки протягом декількох років після будівництва собору він брав участь у створенні Казанського кремля.
Останній (перед більшовицькою революцією) настоятель собору, протоієрей Іоанн Восторгов, був розстріляний 23 серпня (5 вересня) 1919. Згодом храм був переданий в розпорядження общини обновленців.
У 1929 закритий, були зняті дзвони. Знов почав використовуватися для богослужіння з 14 жовтня (свято Покрови) 1991 року. Богослужіння здійснюються кліриками храмів в Зарядді і Китай-городі.
З 1990 храм-музей знов почав збирати дзвони. Нині ця колекція — одне з найбагатших зібрань не тільки Москви, але і Росії. Всього в музеї 19 дзвонів, створених в 1547—1996 (місця відливання — Урал, Ярославль, Москва, а також Франція, Голландія, Німеччина, Західна Білорусь).

## Архітектура
На побудову собору в значній мірі вплинули архітектурні форми двох інших храмів, до того вже збудованих у царській заміській резиденції — Коломенському. З шатрової церкви Вознесіння (бл. 1528–1532, ймовірно Петрок Малий Фрязін — П'єтро Франческо Аннібале) була взята за основу конструкція головного і найвищого храму Покрови. Загальна же композиція нового собору була запозичена з церкви Усікновіння голови Івана Предтечі в Дьякові (1540-і рр.) — п'ятистовпного храму оригінальної архітектури. Деякі дослідники навіть вважають, що Предтеченська церква та Покровський собор побудовані одним майстром — Бармою.
Центральний храм складається з четверика, восьмерика і завершений восьмигранним світловим барабаном з позолоченою главкою. Навколо нижнього ярусу йде крита галерея. Зводи галереї спираються на масивні стовпи. Перехід від восьмерика до шатра прикрашений цілою системою кокошників.
Будівля не має вираженого головного фасаду і розрахована на всесторонній огляд, на круговий обхід. Інтер'єри церкви прості. Зовнішній вигляд храму задуманий як уособлення казкового «райського граду».

## Статус
Перше богослужіння в Храмі Покрова Богородиці на Ро́ві відбулося 14 жовтня 1991 року. Регулярні богослужіння в храмі не здійснюються.
Храм є філією Державного історичного музею. Він вважається пам'яткою архітектури і інженерно-будівельного мистецтва світового значення. У 1990 році був включений в Список Всесвітньої історичної і культурної спадщини ЮНЕСКО.